# Corbu, Harghita
Corbu là một xã thuộc hạt Harghita, România. Dân số thời điểm năm 2002 là 1602 người.